# Đũa
Đũa, một cặp thanh có chiều dài bằng nhau, cỡ khoảng 15–25 cm, là dụng cụ ăn uống ở các nước Đông Á (Trung Quốc, Nhật Bản, Hàn Quốc) và các nước Đông Nam Á (Việt Nam, Thái Lan, Campuchia,...), còn được gọi là "các nước dùng đũa". Đũa thường làm bằng gỗ, tre, kim loại, xương, ngà voi, và ngày nay, cả bằng chất dẻo. Có thông tin cho biết đũa và đồ dùng ăn uống bằng bạc được dùng cho vua quan để phát hiện chất độc (oxide kim loại) trong thức ăn; nếu có chất độc, đũa sẽ có màu xỉn hay đen đi, do phản ứng thế. Đũa cũng là một đòn bẩy, tuy nhiên không đem lại lợi thế về "lực" mà đem lại lợi thế về "đường đi", đầu đũa có thể thu hẹp hoặc mở rộng được một khoảng cách khá lớn chỉ với một chuyển động nhỏ của các ngón tay.

## Từ nguyên

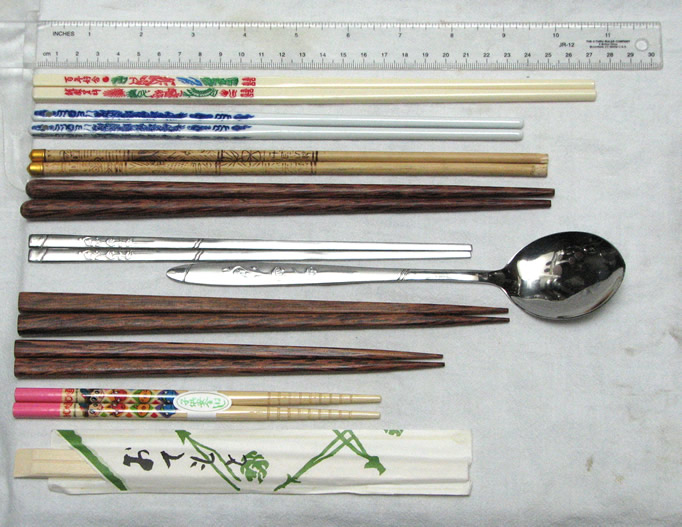
Các loại đũa khác nhau, từ trên xuống dưới:
- Đũa nhựa Đài Loan
- Đũa sứ Trung Quốc
- Đũa tre Tây Tạng
- Đũa gỗ cọ Việt Nam
- Đũa dẹt inox Hàn Quốc
- Thìa inox Hàn Quốc
- Đũa gỗ cọ Nhật Bản (hai đôi)
- Đũa trẻ em Nhật Bản
- Đũa tre dùng một lần (trong giấy gói) Nhật Bản

Từ đũa trong tiếng Việt bắt nguồn từ từ tiếng Hán thượng cổ 箸 (có nghĩa là đũa). William H. Baxter và Laurent Sagart phục nguyên âm tiếng Hán thượng cổ của từ 箸 là /*[d]<r>ak-s/. Chữ Hán 箸 có âm Hán Việt là trứ hoặc trợ.

## Lịch sử

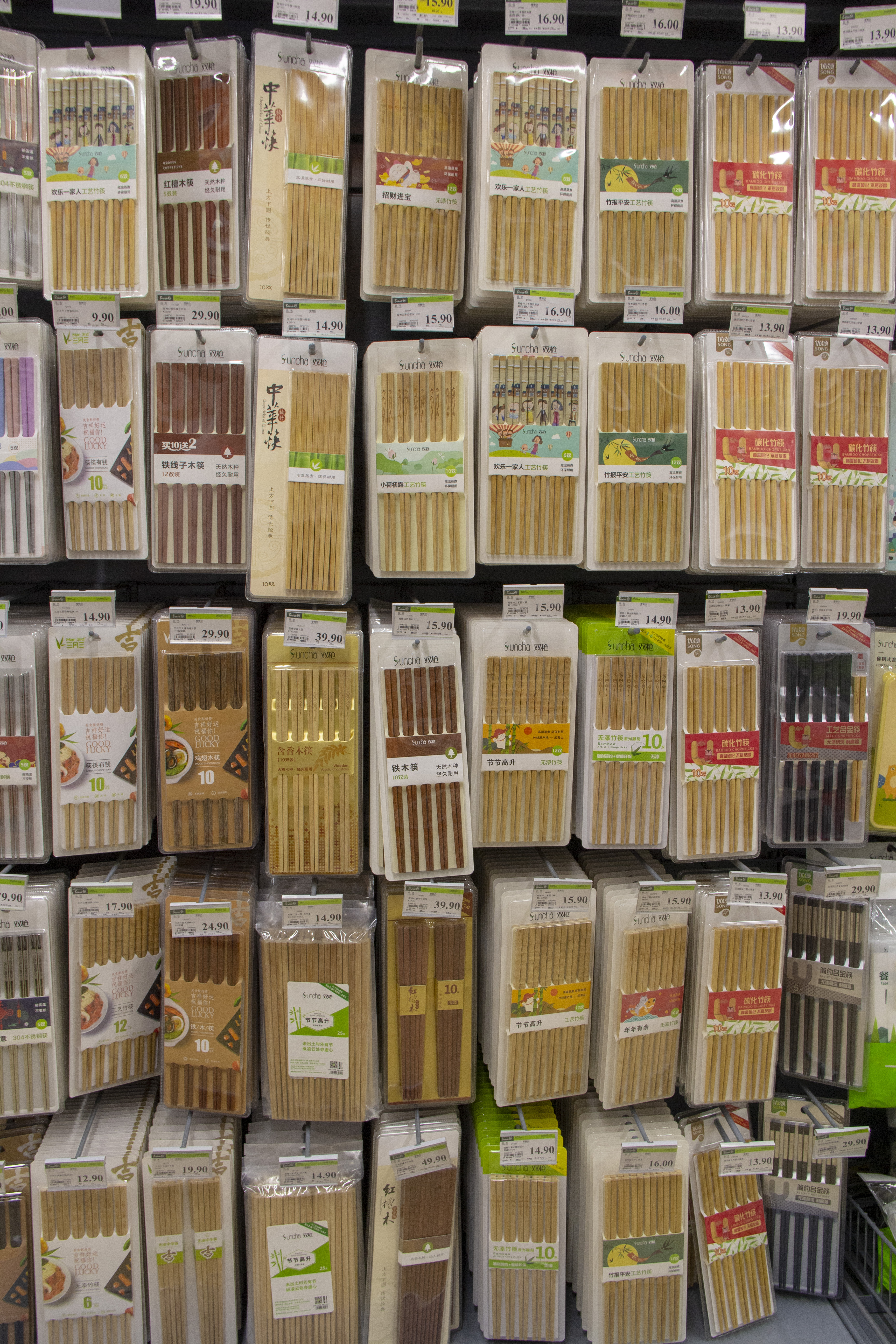

Nguồn gốc của đũa đến này vẫn còn đang trong quá trình khảo cổ. Theo nhiều tài liệu nghiên cứu của phương Tây, các nhà sử học Tây phương nói rằng đũa là loại hình thuộc văn minh Trung Hoa, văn minh đũa (civilisation des baguettes). Đôi đũa được phát hiện sớm nhất là gồm sáu chiếc đũa, làm bằng đồng, dài 26 cm (khoảng 10 in) và rộng 1,1 đến 1,3 cm (từ 0,43 đến 0,51 in) trong triều đại nhà Thương (khoảng năm 1600-1046 TCN) được khai quật tại địa điểm khảo cổ Ân Khư. Được phát minh vào khoảng thời gian cách đây từ 4000-5000 năm, đũa đã trở thành biểu tượng nền văn minh, bộ mặt của cả một nền văn hóa rộng lớn gồm nhiều nước châu Á. Đầu tiên được sử dụng bởi người Trung Quốc, đũa sau đó đã lan rộng sang các quốc gia Đông Á khác bao gồm Nhật Bản, Triều Tiên.
Khi các dân tộc Trung Quốc di cư đến, việc sử dụng đũa làm dụng cụ ăn uống cho một số món ăn dân tộc nhất định đã trở nên phổ biến ở các nước Nam Á và Đông Nam Á như Việt Nam, Campuchia, Ấn Độ, Lào, Nepal, Myanmar, Singapore và Thái Lan. Ở Ấn Độ (chủ yếu ở khu vực Himalaya), Lào, Myanmar, Thái Lan và Nepal, đũa thường chỉ được sử dụng để ăn mì sợi. Tương tự, đũa đã trở nên được chấp nhận nhiều hơn trong mối quan hệ với các món ăn châu Á ở Hawaii, Crookwell, Bờ Tây Bắc Mỹ và các thành phố có cộng đồng người châu Á ở nước ngoài trên toàn cầu. Riêng tại Thái Lan, đũa chỉ dùng cho súp và mỳ sợi, do vua Thái Lan Rama V đã giới thiệu đồ dùng phương Tây từ thế kỷ 19.

## Sử dụng
Trước khi cầm đũa, phải xếp hai đầu đũa cho đều nhau, lúc sử dụng chỉ động tới cạnh trên của đũa, dùng 3 đầu ngón tay: ngón cái, ngón trỏ và ngón giữa nhẹ nhàng cầm đũa. Móng tay của ngón áp út đặt dưới mặt đũa, ngón cái và ngón trỏ kẹp chiếc đũa, cố định chúng lại, phần cuối đũa thừa ra khoảng 1 phân.
Trẻ con được dạy rằng, trước bữa ăn phải so đũa, chú ý đến đầu đũa có đúng hướng hay không, sau bữa ăn phải đặt đũa xuống một cách ngay ngắn, không nên để đũa bị so le hay xô lệch.
Không nên ngậm đũa và mút đũa vì đó là điều bất lịch sự trên bàn ăn; khi gắp thức ăn thì không được xới tung cả đĩa thức ăn để tìm thứ mình thích; hoặc khi trò chuyện trong bữa ăn không được vừa nhai nhồm nhoàm vừa nói, vừa cầm đũa vừa hoa tay múa chân kể chuyện...
Khi chấm thức ăn thì cũng nên chú ý không để đũa chạm vào nước chấm, và cần chú ý không để nước chấm dây bẩn ra bàn, cũng không nên dùng đũa của mình để khuấy nước chấm hay khuấy vào bát canh. Những điều đó tuy nhỏ nhặt, nhưng nếu không để ý thì cũng khiến bạn xấu đi trong mắt người khác.
Trong văn hóa dân gian, người Việt Nam kiêng không gõ đũa vào nhau, không gõ đũa vào bát, cũng không nên tạo nên tiếng "động bát động đũa" ồn ào, càng không nên có tiếng nhai tóp tép...
Khởi đầu bữa ăn, đặc biệt là trong những bữa cỗ truyền thống, trước khi gắp đồ cho chính mình, người ta dùng đôi đũa còn sạch để gắp đồ ăn mời người khác. Trong suốt bữa ăn, khi muốn gắp cho ai món gì đó, thường theo phép lịch sự, người ta phải đảo đầu đũa để gắp bằng đầu còn lại.
Đũa không chỉ là một công cụ để ăn. Văn hóa dùng đũa còn thể hiện sự khéo léo, quan tâm và tinh tế của một nền văn minh.